# Siegfried Lamnek
Siegfried Lamnek (* 3. Oktober 1943 in Crvenka, Königreich Jugoslawien) ist ein deutscher Soziologe. 
Lamnek promovierte 1976 mit einem kriminalsoziologischen Theorievergleich bei Karl Martin Bolte und habilitierte sich 1985 mit einem sekundäranalytischen Beitrag zur Jugendkriminalität an der Universität München. Er war von 1990 bis 2009 Professor für Soziologie an der Katholischen Universität Eichstätt-Ingolstadt mit den Forschungsschwerpunkten „Methodenforschung der qualitativen Sozialforschung“, „Theorien abweichenden Verhaltens und Kriminalitätstheorien“ sowie „Gewalt an Schulen“.  

## Schriften (Auswahl)
- Theorien abweichenden Verhaltens I – „Klassische Ansätze“. 11. Auflage. Wilhelm Fink (UTB), Paderborn 2021, ISBN 978-3-8252-5757-6.
- mit Susanne Vogl: Theorien abweichenden Verhaltens II – „Moderne Ansätze“. 4. überarbeitete und erweiterte Auflage. Wilhelm Fink (UTB), Paderborn 2017, ISBN 978-3-8252-4722-5.
- mit Claudia Krell: Qualitative Sozialforschung. 6. überarbeitete Auflage. Beltz, Weinheim/Basel 2016, ISBN 978-3-621-28269-7.
- Tatort Familie. Häusliche Gewalt im gesellschaftlichen Kontext. 2. erweiterte Auflage. VS, Verlag für Sozialwissenschaften, Wiesbaden 2006, ISBN 978-3-531-15140-3.
- Gruppendiskussion. Theorie und Praxis. 2. überarbeitete und erweiterte Auflage. Beltz, Weinheim/Basel 2005, ISBN 3-8252-8303-8.